# 57 (numero)
Cinquantasette (cf. latino quinquaginta septem, greco ἑπτὰ καὶ πεντήκοντα) è il numero naturale dopo il 56 e prima del 58.

## Proprietà matematiche
- È un numero dispari.
- È un numero composto, con quattro divisori: 1, 3, 19 e 57. Poiché la somma dei divisori propri è 23 < 57, è un numero difettivo.
- È un numero idoneo.
- È un numero icosagonale.
- È un numero di Ulam.
- Non può essere espresso come somma di due numeri primi.
- È un numero semiprimo.
- È parte delle terne pitagoriche (57, 76, 95), (57, 176, 185), (57, 540, 543), (57, 1624, 1625).
- È un numero palindromo nel sistema posizionale a base 5 (212) e un numero a cifra ripetuta nel sistema posizionale a base 7 (111).
- È un numero intero privo di quadrati.
- È un numero di Leyland.

## Astronomia
- 57P/du Toit-Neujmin-Delporte è una cometa periodica del sistema solare.
- 57 Mnemosyne è un asteroide della fascia principale del sistema solare.
- NGC 57 è una galassia ellittica della costellazione dei Pesci.

## Astronautica
- Cosmos 57 è un satellite artificiale russo.

## Chimica
- È il numero atomico del Lantanio (La), il primo lantanoide.

## Simbologia

### Smorfia
- Nella smorfia il numero 57 è il gobbo.